# 小行星5785
小行星5785（5785 Fulton）是一颗绕太阳运转的小行星，为主小行星带小行星。该小行星于1991年3月17日发现。

## 轨道参数
小行星5785的轨道半长轴为2.5862795 UA，离心率为0.11。